# 조선문화단체총연맹
조선문화단체총연맹이란 1946년 2월 24일 결성된 문화단체를 말한다. 약칭 문련.

## 개요
광복 이후 조직된 총 25개 문화예술단체가 총망라되어 있다.
1945년 8월 16일 결성된 조선학술원(위원장, 백남운), 조선산업의학연구회, 조선법학자동맹, 조선언어학회, 조선과학여성회 등 13개 학술단체, 조선문학가동맹, 조선연극동맹(1945년 [[12월 20일 결성, 위원장 대리 조영출), 조선음악동맹, 조선영화동맹, 조선미술가동맹 등 9개 단체, 그리고 조선신문기자협회, 조선교육자협회, 조선체육회 등이 그 구성원이다.
문련의 강력은 다음과 같다.
민족문화의 정당한 계승 및 세계문화의 비판적 섭취
- 진보된 과학의 수입 연구 및 그 이론 확립
- 인민의 민주주의적 교육 및 과학적 계몽
- 비과학적 반민주적 문화경향 배제

이 단체는 민주주의민족전선 지지를 표방했었다. 이 때문에 군정기 시기 우익계 문화예술인들은 문련에서 이탈, 전국문화단체총연합회를 결성했다.

## 같이 보기
- 전국문화단체총연합회